# Narumi-juku

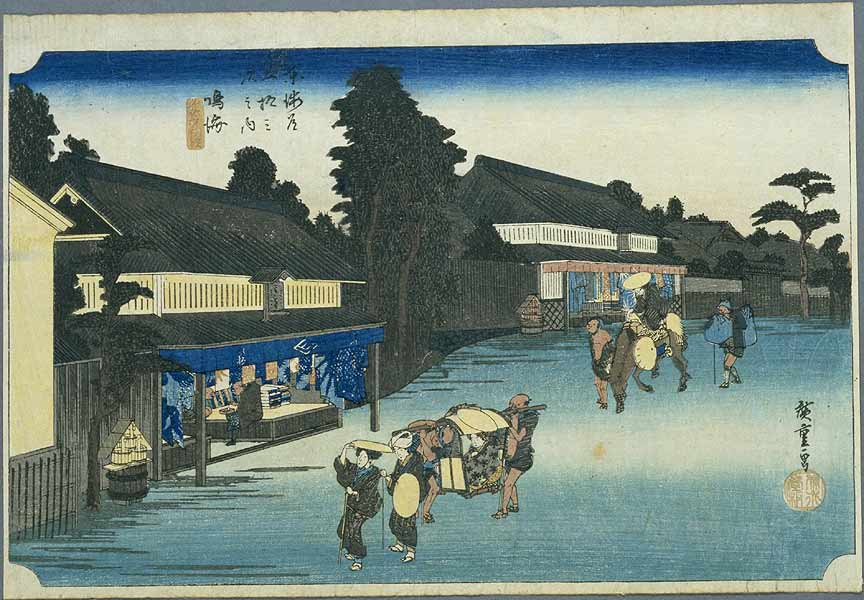
Stacja w latach 30. XIX wieku, Hiroshige Andō

Narumi-juku (jap. 鳴海宿 Narumi-juku) – czterdziesta z 53 stacji szlaku Tōkaidō, położona obecnie w dzielnicy Midori miasta Nagoja, w prefekturze Aichi w Japonii.